# Jorge-Luis Pallo
Jorge-Luis Christian Pallo (* 8. Januar 1974 in Queens, New York) ist ein US-amerikanischer Schauspieler.

## Werdegang
Jorge Pallo wurde im New Yorker Stadtteil Queens geboren und ist seit 1999 als Schauspieler aktiv. Hauptsächlich tritt er als Gastdarsteller in US-amerikanischen Serien auf. Daneben spielt er aber auch Minirollen in Filmen, darunter Krieg der Welten oder Fast & Furious 7. Hinzu kommen auch Auftritte in Fernsehfilmen. Eine wiederkehrende Rolle spielte er als Marcelino Molina in der Serie The Secret Life of the American Teenager.

## Filmografie (Auswahl)
- 1999: Sabrina – Total Verhext! (Sabrina, The teenage Witch, Fernsehserie, Episode 4x08)
- 2000: Pacific Blue – Die Strandpolizei (Pacific Blue, Fernsehserie, Episode 5x15)
- 2001: New York Cops – NYPD Blue (NYPD Blue, Fernsehserie, Episode 8x15)
- 2001: Charmed – Zauberhafte Hexen (Charmed, Fernsehserie, Episode 4x09)
- 2002: The Shield – Gesetz der Gewalt (The Shield, Fernsehserie, Episode 1x02)
- 2004: Malcolm mittendrin (Malcolm in the Middle, Fernsehserie, 5x22)
- 2005: Krieg der Welten (War of the Worlds)
- 2006: Numbers – Die Logik des Verbrechens (Numb3rs, Fernsehserie, Episode 2x13)
- 2006: CSI: Miami (Fernsehserie, Episode 5x06)
- 2007: The Unit – Eine Frage der Ehre (The Unit, Fernsehserie, Episode 3x09)
- 2008: Navy CIS (Fernsehserie, Episode 5x13)
- 2008: A Gunfighters Pledge (Fernsehfilm)
- 2008–2009: The Secret Life of the American Teenager (Fernsehserie, 17 Episoden)
- 2009: 24 (Fernsehserie, 2 Episoden)
- 2009: CSI: Vegas (Fernsehserie, Episode 10x06)
- 2012: The Mentalist (Fernsehserie, Episode 4x16)
- 2012: Desperate Housewives (Fernsehserie, Episode 8x16)
- 2012: Sons of Anarchy (Fernsehserie, 2 Episoden)
- 2013: The List (Fernsehfilm)
- 2013: Don’t Pass Me By
- 2013–2016: Navy CIS (Fernsehserie, 3 Episoden)
- 2015: Fast & Furious 7
- 2015: Frankenstein – Das Experiment (Frankenstein)
- 2015: Win, Lose or Love (Fernsehfilm)
- 2015: Criminal Minds (Fernsehserie, Episode 11x09)
- 2016: Scorpion (Fernsehserie, Episode 2x17)
- 2016: Fear the Walking Dead (Fernsehserie, Episode 2x07)
- 2016: Goliath (Fernsehserie, 4 Episoden)
- 2017: All I Want
- 2017: American Horror Story (Fernsehserie, 3 Episoden)
- 2018: Delirium
- 2018: Take Point
- 2019: Whiskey Cavalier (Fernsehserie, Episode 1x09)
- 2020: Magnum P.I. (Fernsehserie, Folge 2x17)